# Richard Buchhorn
Richard Buchhorn (* 26. Mai 1896 in Blankenburg (Harz); † 5. Januar 1985 in Neindorf bei Oschersleben) war ein deutscher Politiker der Kommunistischen Partei Deutschlands (KPD). Er war 1933 Abgeordneter des Braunschweigischen Landtags und 1949/50 Bürgermeister von Blankenburg (Harz).

## Leben
Buchhorn, Sohn eines Zimmermanns, erlernte den Beruf des Schlossers und wurde 1913 Mitglied der Sozialistischen Arbeiter-Jugend (SAJ) und 1916 der Sozialdemokratischen Partei Deutschlands (SPD). Buchhorn kämpfte im Ersten Weltkrieg, wechselte 1919 in die Unabhängige Sozialdemokratische Partei Deutschlands (USPD) und 1920 in die KPD. Bis 1928 war er als Schlosser tätig, war dann zwei Jahre Angestellter bei der AOK und anschließend Werkmeister.
Von 1928 bis 1931 war Buchhorn für die KPD Abgeordneter der Stadtverordnetenversammlung Blankenburg und des Kreistages Blankenburg. Am 21. Februar 1933 übernahm er als Nachrücker das Mandat des am 16. Februar 1933 zurückgetretenen Ernst Winter und wurde Abgeordneter des Braunschweigischen Landtags. Nach der Machtübernahme der Nationalsozialisten und dem Verbot kommunistischer Betätigung im Zuge der Reichstagsbrandverordnung verlor Buchhorn im März 1933 sein Landtagsmandat schon nach wenigen Wochen.
Ende 1933 wurde Buchhorn in sogenannte Schutzhaft genommen, aus der er 1934 wieder entlassen wurde. Danach war er in den Junkerswerken in Halberstadt tätig, wo er auch illegale antifaschistische Arbeit leistete.
Nach dem Ende des Zweiten Weltkriegs wurde Buchhorn im August 1945 von der Sowjetischen Militäradministration  (SMAD) als Bürgermeister von Blankenburg eingesetzt und blieb dies bis 1950. Später war er Leiter des Büros des Deutschen Handwerks in Ost-Berlin.

## Ehrungen
- 1967 Vaterländischer Verdienstorden in Bronze (DDR)